# Alcis tabescens
Alcis tabescens là một loài bướm đêm trong họ Geometridae.